# Royal Astronomical Society

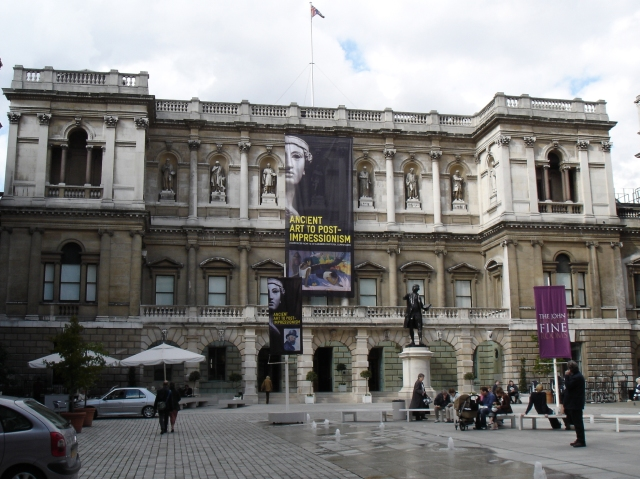
Der Sitz der RAS seit 1874 – Burlington House in London, im Jahr 2004.

Die Royal Astronomical Society (RAS) begann als die Astronomical Society of London (1820), um die astronomische Forschung zu unterstützen (die zu jener Zeit eher von Amateurastronomen statt von Professionellen betrieben wurde). Sie wurde 1831 durch König Wilhelm IV. zur Royal Astronomical Society. Seit 1915 sind Frauen als Mitglieder zugelassen. Sie ist Großbritanniens Mitgliedsorganisation der International Astronomical Union und ein Mitglied des Science Council.
In ihrem Wappen führt die Gesellschaft ein Teleskop William Herschels, ihres ersten Präsidenten, sowie dessen lateinischen Wahlspruch QUICQUID NITET NOTANDUM, übersetzt „Was immer scheint, möge aufgezeichnet werden“.

## Publikationen
Eine der Hauptaktivitäten der RAS ist Veröffentlichung wissenschaftlicher Zeitschriften. Sie veröffentlicht z. Z. zwei der weltweit führenden Forschungszeitschriften: MNRAS in der Astronomie und (in Verbindung mit der Deutschen Geophysikalischen Gesellschaft) GJI in der Geophysik. Außerdem auch A&G, welche Übersichts- und andere Artikel von allgemeinem Interesse in Hochglanzformat beinhaltet. Die vollständige Liste der Zeitschriften, die von der RAS veröffentlicht wurden und werden (mit den Abkürzungen der NASA ADS bibliographischen Codes):
- Memoirs of the Royal Astronomical Society (MmRAS): 1822–1978, ISSN 0369-1829, online
- Monthly Notices of the Royal Astronomical Society (MNRAS): seit 1827, ISSN 0035-8711, online
- Geophysical Supplement to Monthly Notices (GSMNRAS) 1922–1957, ZDB-ID 422885-6, online
- Geophysical Journal (GeoJ): 1958–1987, ISSN 0016-8009, online
- Geophysical Journal International (GeoJI): seit 1988, ISSN 0956-540X, online
- Quarterly Journal of the Royal Astronomical Society (QJRAS): 1960–1996, ISSN 0035-8738, online

Die Zeitschrift enthielt Artikel über Astronomie oder Geophysik, mit einem Schwerpunkt auf Abhandlungen zu Forschungsgebiete, Konferenzberichte, Beiträge zur Wissenschaftsgeschichte und Berichte zu Forschungsgruppen und Institute sowie Nachrufe.
- Occasional Notes of the Royal Astronomical Society: 1938–1959[4]
- Quaterly Journal of the Royal Astronomical Society: 1960–1996, ISSN 0035-8738
- Astronomy & Geophysics (A&G): seit 1997, ISSN 1468-4004, online

## Mitglieder
Mitglieder der RAS werden Fellows genannt und können FRAS als Namenszusatz führen. Die Mitgliedschaft ist für jedermann über 18 Jahren offen, der der Gesellschaft als akzeptabel erscheint. Die Gesellschaft wurde während einer Epoche gegründet, in welcher es noch nicht viele Berufsastronomen gab. Bis heute werden daher keine formale wissenschaftliche Qualifikationen für eine Mitgliedschaft vorausgesetzt. Dennoch sind mehr als 3/4 der Fellows Berufsastronomen und -geophysiker. Die Gesellschaft ist die Fachgemeinschaft der Astronomen und Geophysiker im Vereinigten Königreich und Fellows können durch die Gesellschaft den Status eines Chartered Scientist erwerben. Die Zahl der Mitglieder überschritt im Jahr 2003 zum ersten Mal 3000.

## Sitzungen
Die Gesellschaft organisiert regelmäßige monatliche Diskussionssitzungen zu Themen der Astronomie und Geophysik, welche normalerweise jeden zweiten Freitag im Monat von September bis Juni in London abgehalten werden. Sie fördert auch das UK National Astronomy Meeting, eine längere Tagung professioneller Astronomen, die jedes Frühjahr abgehalten wird und gelegentlich andere Tagungen in anderen Teilen Großbritanniens. 
Gemeinsam mit der Geological Society of London fördert die Gesellschaft die British Geophysical Association.

## Präsidenten
Die erste Person im Amt des Präsidenten der Royal Astronomical Society war William Herschel, der allerdings nie eine Sitzung leitete. Er wird zurzeit für eine Amtszeit von zwei Jahren vergeben.
Die Präsidenten während der ersten zweihundert Jahre der Gesellschaft waren:
- 1821–1823: William Herschel
- 1823–1825: Henry Thomas Colebrooke
- 1825–1827: Francis Baily
- 1827–1829: John Herschel
- 1829–1831: James South
- 1831–1833: John Brinkley
- 1833–1835: Francis Baily
- 1835–1837: George Biddell Airy
- 1837–1839: Francis Baily
- 1839–1841: John Herschel
- 1841–1843: John Wrottesley
- 1843–1845: Francis Baily
- 1845–1847: William Henry Smyth
- 1847–1849: John Herschel
- 1849–1851: George Biddell Airy
- 1851–1853: John Couch Adams
- 1853–1855: George Biddell Airy
- 1855–1857: Manuel John Johnson (1805–1859)
- 1857–1859: George Bishop (1785–1861)
- 1859–1861: Robert Main
- 1861–1863: John Lee (1783–1866)
- 1863–1864: George Biddell Airy
- 1864–1866: Warren De La Rue
- 1866–1868: Charles Pritchard
- 1868–1870: Russell Henry Manners (1800–1870)
- 1870–1872: William Lassell
- 1872–1874: Arthur Cayley
- 1874–1876: John Couch Adams
- 1876–1878: William Huggins
- 1878–1880: James Lindsay
- 1880–1882: John Russell Hind
- 1882–1884: Edward James Stone
- 1884–1886: Edwin Dunkin (1821–1898)
- 1886–1888: James Whitbread Lee Glaisher
- 1888–1890: William Christie
- 1890–1892: James Francis Tennant
- 1892–1893: Edward Ball Knobel (1841–1930)
- 1893–1895: William de Wiveleslie Abney
- 1895–1897: Andrew Ainslie Common
- 1897–1899: Robert Stawell Ball
- 1899–1900: George Howard Darwin
- 1900–1901: Edward Ball Knobel (1841–1930)
- 1901–1903: James Whitbread Lee Glaisher
- 1903–1905: Herbert Hall Turner
- 1905–1907: William Henry Maw (1838–1924)
- 1907–1909: Hugh Frank Newall (1857–1944)
- 1909–1911: David Gill
- 1911–1913: Frank Watson Dyson
- 1913–1915: Edmond Herbert Grove-Hills (1864–1922)
- 1915–1917: Ralph Allen Sampson
- 1917–1919: Percy Alexander MacMahon
- 1919–1921: Alfred Fowler

Die letzten Präsidenten:
- 1992: Martin Rees
- 1994: Carole Jordan
- 1996: Malcolm Longair
- 1998: David Williams
- 2000: Nigel Weiss
- 2002: Jocelyn Bell Burnell
- 2004: Kathryn Whaler
- 2006: Michael Rowan-Robinson
- 2008: Andrew Fabian
- 2010: Roger Davies
- 2012: David Southwood
- 2014: Martin Barstow
- 2016: John Zarnecki
- 2018: Mike Cruise
- 2020: Emma Bunce
- 2022: Mike Edmunds
- 2024: Mike Lockwood

## Medaillen
Die höchste Auszeichnung der Royal Astronomical Society ist ihre Goldmedaille. Unter den bekanntesten Preisträgern waren Albert Einstein 1926 und Stephen Hawking 1985.
Andere Auszeichnungen sind die Eddington-Medaille, die Herschel-Medaille, die Chapman-Medaille, die Price-Medaille und die Jackson-Gwilt-Medaille.